# Дивовижна застава
«Дивовижна застава» (рос. «Удивительный заклад») — радянський чорно-білий художній фільм 1970 року, перша повнометражна картина режисера Леоніда Макаричева. Фільм знятий за мотивами однойменної повісті Катерини Бороніної.

## Сюжет
Дія відбувається в провінційному містечку на Волзі на початку XX століття. Два хлопчика, Сьомка і Альоша — нерозлучні друзі. Сьомка задумав втекти з своєї глушини, від п'яниці-столяра, у якого він живе в підлеглих, в Америку. Там почнеться нове, повне пригод і подвигів життя в індіанському племені. Транспорт готовий — у Сьомки є човен під назвою «Флорида», залишилося насушити сухарів в дорогу і вивчити «американську мову». Але за підручником потрібно їхати в Самару, і коштує він чималих грошей, цілих три рубля. Заради здійснення мрії друга Альоша закладає в ломбарді улюбленого кота. Дивовижний заклад приносить хлопчикам безліч неприємностей, здобуті з такими труднощами три рубля зникають в кишені обманщика-гімназиста, а човен Сьомка віддає революціонеру-підпільнику, якому потрібно сховатися від поліцейського стеження. Американська мрія розсіюється, зате великі зміни чекають хлопчиків незабаром на батьківщині.

## У ролях
- Володимир Магденков —  Сьомка
- Леонід Базуткін —  Альоша Власьєв
- Валентина Тализіна —  мати Альоші
- Антоніна Павличева —  бабуся
- Павло Шпрингфельд —  Хранід, власник ломбарду і господар більшовицької явки
- Володимир Васильєв —  інспектор
- Михайло Іванов —  вчитель словесності
- Микола Горлов —  Порфир'єв
- Володимир Донцов —  юний революціонер
- Геннадій Дюдяєв —  Костя-гімназист
- Марина Малкова —  сестра Альоші
- Сергій Бехтерєв —  однокласник Альоші Власьєва  (немає в титрах)

## Знімальна група
- Сценарій:  Никодим Гіппіус
- Режисер-постановник:  Леонід Макаричев
- Головний оператор:  Микола Жилін
- Композитор:  Владислав Кладницький